# Sorsogon (Filipiny)
Sorsogon – miasto na Filipinach, w regionie Bicol, w prowincji Sorsogon.